# Trapz of Poetic Poison
Trapz of Poetic Poison é o primeiro EP da banda canadense de rap rock, Project Wyze.

## Faixas
1. "Electrify The Sky"
2. "(They Keep) Kallin' My Name"
3. "Deep Sleep (The Dream Masterz)"
4. "On Deadly Groundz"
5. "Chest 2 Chest"
6. "Poison Trapz"